# Мінськ-Арена
«Мі́нськ Аре́на» (біл. Мінск-Арэна, повна назва — «Багатопрофільний культурно-спортивний комплекс „Мінськ-Арена“») — спортивно-розважальний комплекс в місті Мінськ, Білорусь. Складається з трьох об'єктів: багатофункціональної спортивно-видовищної арени місткістю 15000 глядачів, ковзанярського стадіону і велодрому.

## Історія
«Мінськ-Арена» була створена за указом Президента Республіки Білорусь про будівництво багатопрофільного спортивного комплексу який був виданий в кінці 2005 року, роботи почалося весною 2006 року. Генеральним проектувальником комплексу виступав «Білпроект», а генеральним підрядчиком — «Мінськпромбуд». Першим, 30 грудня 2008 року, був введений в експлуатацію велодром. На ньому в липні 2009 року пройшов чемпіонат Європи по трекових велогонках. 2 грудня 2009 року відбулося перше тренування на льоду ковзанярського стадіону.
Перший хокейний матч на «Мінськ-арені» пройшов 26 грудня 2009 року, коли відбулося пробне заповнення трибун глядачами — зустрічалися юнацькі команди СДЮШОР «Мінськ» і хокейної школи «Юність». Першу шайбу в історії «Мінськ-арени» закинув форвард СДЮШОР «Мінськ» Павло Печур. Перший офіційний матч відбувся 14 січня 2010 року — в рамках регулярного чемпіонату КХЛ мінське «Динамо» приймало магнітогорський «Металург». Урочисте відкриття «Мінськ-арени» відбулося 30 січня 2010 року в рамках Матчу зірок Континентальної хокейної ліги.

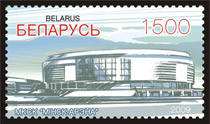

«Мінськ-Арена» є домашнім майданчиком для хокейного клубу «Динамо» (Мінськ), що виступає в Континентальній хокейній лізі. На момент відкриття це найбільша арена серед всіх команд КХЛ і четверта по місткості серед хокейних арен Європи (перші три — в Кельні (18500 місць), Празі (17360 місць) і Берні (17131 місць). У 2014 році «Мінськ-Арена» прийняв матчі чемпіонату світу по хокею з шайбою.

## Галерея

Матч «Динамо» Мінськ-«Слован» у 2014 році
Шоу перед матчами
Зовнішній вигляд арени у вигляді шайби